# Reprezentacja Niemiec w skokach narciarskich
Reprezentacja Niemiec w skokach narciarskich – grupa skoczków narciarskich wybrana do reprezentowania Niemiec w międzynarodowych zawodach
przez Niemiecki Związek Narciarski (Deutsche Skiverband).
W latach 1949–1990 istniały osobne reprezentacje Niemiec Wschodnich i Zachodnich. Po zjednoczeniu Niemiec zawodnicy z NRD zostali włączeni do kadry RFN.

## Kadra na sezon 2025/2026
Utworzono po 4 grupy szkoleniowe, w których znalazło się 43 zawodników i 29 zawodniczek.

### Mężczyźni

#### Grupa Ia
- Trener: Stefan Horngacher
- Zawodnicy:
  - Karl Geiger
  - Felix Hoffmann
  - Pius Paschke
  - Philipp Raimund
  - Adrian Tittel
  - Andreas Wellinger

#### Grupa Ib
- Trener: Thomas Thurnbichler
- Zawodnicy:
  - Ben Bayer
  - Finn Braun
  - Jannik Faißt
  - Martin Hamann
  - Eric Hoyer
  - Robin Kloß
  - Justin Lisso
  - Elias Malcher
  - Luca Roth
  - Constantin Schmid
  - Emanuel Schmid
  - Max Unglaube
  - Simon Vöhringer

#### Grupa IIa
- Trener: Christian Winkler
- Zawodnicy:
  - Lasse Deimel
  - Julian Hillmer
  - Janne Holz
  - Yann Kullmann
  - Alex Reiter
  - Nando Riemann
  - Aaron Siegel

#### Grupa IIb
- Trener: Martin Schmitt
- 17 zawodników

### Kobiety

#### Grupa Ia
- Trener: Heinz Kuttin
- Zawodniczki:
  - Selina Freitag
  - Luisa Görlich
  - Anna Hollandt
  - Alvine Holz
  - Agnes Reisch
  - Katharina Schmid
  - Juliane Seyfarth
  - Emely Torazza

#### Grupa Ib
- Trener: Andre Pschera
- Zawodniczki:
  - Lia Böhme
  - Kim Amy Duschek
  - Anna Häckel
  - Julina Kreibich
  - Pia Lilian Kübler
  - Anna-Fay Scharfenberg
  - Maike Tyralla

#### Grupa IIa
- Trener: Maximilian Echsler
- Zawodniczki:
  - Anna Deufel
  - Megi Lou Schmidt
  - Emily Teubner

#### Grupa IIb
- Trener: Daniel Kremer
- 11 zawodniczek

## Kadra na sezon 2024/2025
W grupach szkoleniowych znalazło się 47 zawodników i 25 zawodniczek.

### Mężczyźni

#### Grupa Ia
- Trener: Stefan Horngacher
- Zawodnicy:
  - Markus Eisenbichler
  - Karl Geiger
  - Stephan Leyhe
  - Justin Lisso
  - Pius Paschke
  - Philipp Raimund
  - Andreas Wellinger

#### Grupa Ib
- Trener: Ronny Hornschuh
- Zawodnicy:
  - Ben Bayer
  - Finn Braun
  - Jannik Faißt
  - Martin Hamann
  - Felix Hoffmann
  - Eric Hoyer
  - Luca Roth
  - Constantin Schmid
  - Emanuel Schmid
  - Simon Spiewok
  - Simon Steinbeißer
  - Adrian Tittel

#### Grupa IIa
- Trener: Andreas Wank
- Zawodnicy:
  - Lasse Deimel
  - Felix Frischmann
  - Julian Fussi
  - Janne Holz
  - Robin Kloß
  - Elias Malcher
  - Alex Reiter
  - Max Unglaube
  - Simon Vöhringer

#### Grupa IIb
- Trener: Martin Schmitt
- 19 zawodników

### Kobiety

#### Grupa Ia
- Trener: Heinz Kuttin
- Zawodniczki:
  - Selina Freitag
  - Luisa Görlich
  - Anna Rupprecht
  - Katharina Schmid

#### Grupa Ib
- Trener: Maximilian Echsler
- Zawodniczki:
  - Pauline Heßler
  - Alvine Holz
  - Pia Lilian Kübler
  - Agnes Reisch
  - Juliane Seyfarth
  - Anna-Fay Scharfenberg

#### Grupa IIa
- Trener: Andre Pschera
- Zawodniczki:
  - Lia Böhme
  - Kim Amy Duschek
  - Joanna Eberle
  - Sina Kiechle
  - Julina Kreibich
  - Megi Lou Schmidt
  - Emily Teubner

#### Grupa IIb
- Trener: Daniel Kremer
- 8 zawodniczek

## Kadra na sezon 2023/2024
Trenerami głównymi męskiej i kobiecej kadry pozostali odpowiednio Stefan Horngacher i Maximilian Mechler, a posadę szkoleniowca męskiej grupy Ib objął Ronny Hornschuh. Utworzono po 4 grupy szkoleniowe, w których znalazło się 42 zawodników i 24 zawodniczki.

### Mężczyźni

#### Grupa Ia
- Markus Eisenbichler
- Karl Geiger
- Felix Hoffmann
- Justin Lisso
- Philipp Raimund
- Constantin Schmid
- Andreas Wellinger

#### Grupa Ib
- Ben Bayer
- Finn Braun
- Eric Fuchs
- Luca Geyer
- Martin Hamann
- Stephan Leyhe
- Pius Paschke
- Luca Roth
- Emanuel Schmid
- Sebastian Schwarz
- Simon Spiewok
- Simon Steinbeißer

#### Grupa IIa
- Lasse Deimel
- Jannik Faißt
- Julian Fussi
- Janne Holz
- Otto Maus
- Alex Reiter
- Adrian Tittel

#### Grupa IIb
16 zawodników

### Kobiety

#### Grupa Ia
- Katharina Althaus
- Selina Freitag
- Luisa Görlich
- Pauline Heßler
- Anna Rupprecht

#### Grupa Ib
- Ronja Drax
- Pia Lilian Kübler
- Josephin Laue
- Agnes Reisch
- Juliane Seyfarth

#### Grupa IIa
- Lia Böhme
- Joanna Eberle
- Sina Kiechle
- Julina Kreibich
- Klara Lebelt
- Anna-Fay Scharfenberg

#### Grupa IIb
8 zawodniczek

## Kadra na sezon 2022/2023
Trenerami głównymi pozostali Stefan Horngacher w kadrze męskiej i Maximilian Mechler w kobiecej. Utworzono po 4 grupy szkoleniowe.

### Mężczyźni

#### Grupa Ia
- Markus Eisenbichler
- Karl Geiger
- Stephan Leyhe
- Pius Paschke
- Constantin Schmid
- Andreas Wellinger

#### Grupa Ib
- Moritz Baer
- Finn Braun
- Eric Fuchs
- Luca Geyer
- Martin Hamann
- Felix Hoffmann
- Justin Lisso
- Philipp Raimund
- Luca Roth
- David Siegel
- Simon Spiewok

#### Grup IIa
- Ben Bayer
- Lasse Deimel
- Jannik Faißt
- Julian Fussi
- Emanuel Schmid
- Simon Steinbeißer
- Adrian Tittel

#### Grupa IIb
16 zawodników

### Kobiety

#### Grupa Ia
- Katharina Althaus
- Selina Freitag
- Luisa Görlich
- Pauline Heßler
- Anna Rupprecht

#### Grupa Ib
- Pia Lilian Kübler
- Josephin Laue
- Agnes Reisch
- Juliane Seyfarth
- Maike Tyralla

#### Grupa IIa
- Lia Böhme
- Christina Feicht
- Michelle Göbel
- Sina Kiechle
- Julina Kreibich
- Klara Lebelt
- Anna-Fay Scharfenberg

#### Grupa IIb
9 zawodniczek

## Kadra na sezon 2021/2022
Trenerem głównym męskiej reprezentacji Niemiec pozostał Stefan Horngacher, a stanowisko to w reprezentacji kobiecej objął Maximilian Mechler. Utworzono po 4 kadry męskie i kobiece, w których znalazło się łącznie 41 zawodników i 19 zawodniczek.

### Mężczyźni

#### Grupa 1a
- Markus Eisenbichler
- Severin Freund
- Karl Geiger
- Martin Hamann
- Stephan Leyhe
- Pius Paschke
- Constantin Schmid
- Andreas Wellinger

#### Grupa 1b
- Moritz Baer
- Richard Freitag
- Claudio Haas
- Justin Lisso
- Kilian Märkl
- Quirin Modricker
- Philipp Raimund
- Luca Roth
- Adrian Sell
- David Siegel

#### Grupa 2a
- Ben Bayer
- Finn Braun
- Jannik Faißt
- Philip Fries
- Luca Geyer
- Justus Grundmann
- Simon Spiewok
- Adrian Tittel

#### Kadra 2b
15 zawodników

### Kobiety

#### Grupa 1a
- Katharina Althaus
- Selina Freitag
- Luisa Görlich
- Anna Rupprecht
- Juliane Seyfarth
- Carina Vogt

#### Grupa 1b
- Pauline Heßler
- Josephin Laue
- Agnes Reisch

#### Grupa 2a
- Lia Böhme
- Michelle Göbel
- Pia Lilian Kübler

#### Grupa 2b
7 zawodniczek

## Kadra na sezon 2020/2021
Utworzono po 4 kadry męskie i kobiece.

### Mężczyźni

#### Grupa 1a
- Markus Eisenbichler
- Richard Freitag
- Severin Freund
- Karl Geiger
- Stephan Leyhe
- Pius Paschke
- Constantin Schmid
- David Siegel
- Andreas Wellinger

#### Grupa 1b
- Moritz Baer
- Tim Fuchs
- Martin Hamann
- Felix Hoffmann
- Justin Lisso
- Kilian Märkl
- Justin Nietzel
- Philipp Raimund
- Luca Roth
- Adrian Sell
- Paul Winter

#### Grupa 2a
- Finn Braun
- Tom Gerisch
- Justus Grundmann
- Claudio Haas
- Tim Hettich
- Simon Spiewok

#### Grupa 2b
15 zawodników

#### Wsparcie
- Marinus Kraus

### Kobiety

#### Grupa 1a
- Katharina Althaus
- Selina Freitag
- Luisa Görlich
- Juliane Seyfarth
- Ramona Straub
- Carina Vogt

#### Grupa 1b
- Gianina Ernst
- Pauline Heßler
- Agnes Reisch
- Anna Rupprecht

#### Grupa 2a
- Alina Ihle
- Anna Jäkle
- Lilly Kübler
- Josephin Laue

#### Grupa 2b
22 zawodniczki

## Kadra na sezon 2019/2020
Po 11 sezonach pracę na stanowisku głównego szkoleniowca reprezentacji Niemiec mężczyzn zakończył Werner Schuster.

### Mężczyźni

#### Sztab trenerski
- Trener główny: Stefan Horngacher
- Asystenci: Bernhard Metzler, Christian Heim, Jens Deimel

#### Grupa 1a
- Markus Eisenbichler
- Richard Freitag
- Severin Freund
- Karl Geiger
- Stephan Leyhe
- Constantin Schmid
- David Siegel
- Andreas Wellinger

#### Grupa 1b
- Moritz Baer
- Martin Hamann
- Felix Hoffmann
- Justin Lisso
- Kilian Märkl
- Pius Paschke
- Philipp Raimund
- Luca Roth

#### Grupa 2a
- Finn Braun
- Tom Gerisch
- Luca Geyer
- Justus Grundmann
- Claudio Haas
- Tim Hettich
- Eric Hoyer
- Quirin Modricker
- Simon Spiewok

#### Grupa 2b
20 zawodników

#### Wsparcie
- Julian Hahn
- Marinus Kraus
- Sebastian Rombach
- Fabian Seidl
- Adrian Sell
- Andreas Wank
- Cedrik Weigel

### Kobiety

#### Sztab trenerski
- Trener główny: Andreas Bauer
- Asystenci: Christian Bruder, Peter Leiner

#### Grupa 1a
- Katharina Althaus
- Anna Rupprecht
- Juliane Seyfarth
- Ramona Straub
- Carina Vogt
- Svenja Würth

#### Grupa 1b
- Gianina Ernst
- Luisa Görlich
- Pauline Heßler
- Agnes Reisch

#### Grupa 2a
- Selina Freitag
- Maria Gerboth
- Alina Ihle
- Anna Jäkle
- Arantxa Lancho
- Josephin Laue
- Sophia Maurus
- Jenny Nowak

#### Grupa 2b
13 zawodniczek

#### Wsparcie
- Henriette Kraus

## Kadra na sezon 2018/2019
W kadrze na sezon 2018/2019 znalazło się 47 mężczyzn w 4 grupach szkoleniowych oraz 30 kobiet, również w 4 grupach szkoleniowych.

### Mężczyźni

#### Sztab trenerski
- Trener główny: Werner Schuster
- Asystenci: Jens Deimel, Roar Ljøkelsøy, Christian Winkler

#### Grupa 1a
- Markus Eisenbichler
- Richard Freitag
- Severin Freund
- Karl Geiger
- Stephan Leyhe
- Pius Paschke
- Constantin Schmid
- Andreas Wellinger

#### Grupa 1b
- Moritz Baer
- Tim Fuchs
- Martin Hamann
- Felix Hoffmann
- Marinus Kraus
- Justin Lisso
- Luca Roth
- David Siegel
- Andreas Wank
- Cedrik Weigel

#### Grupa 2a
- Tom Gerisch
- Max Goller
- Claudio Haas
- Niclas Heumann
- Kilian Märkl
- Quirin Modricker
- Philipp Raimund
- Justin Weigel
- Lennart Weigel

#### Grupa 2b
20 zawodników

### Kobiety

#### Sztab trenerski
- Trener główny: Andreas Bauer
- Asystenci: Christian Bruder, Peter Leiner

#### Grupa 1a
- Katharina Althaus
- Anna Rupprecht
- Juliane Seyfarth
- Ramona Straub
- Carina Vogt
- Svenja Würth

#### Grupa 1b
- Gianina Ernst
- Luisa Görlich
- Pauline Heßler

#### Grupa 2a
- Selina Freitag
- Henriette Kraus
- Arantxa Lancho
- Sophia Maurus
- Jenny Nowak
- Agnes Reisch

#### Grupa 2b
15 zawodniczek

## Kadra na sezon 2017/2018
W reprezentacji Niemiec na sezon olimpijski znalazło się 7 kadr w 5 grupach szkoleniowych u mężczyzn (razem 50 skoczków) oraz 4 kadry w 4 grupach szkoleniowych wśród kobiet (razem 33 skoczkinie). Trenerem kadry mężczyzn nadal będzie Werner Schuster a jego asystentem Roar Ljøkelsøy.

### Mężczyźni

#### Grupa 1a
- Markus Eisenbichler (kadra A)
- Andreas Wellinger (A)
- Richard Freitag (B)
- Severin Freund (B)
- Karl Geiger (B)
- Stephan Leyhe (B)
- David Siegel (B)

#### Grupa 1b
- Moritz Baer (B)
- Tim Fuchs (B)
- Julian Hahn (B)
- Martin Hamann (B)
- Felix Hoffmann (B)
- Marinus Kraus (B)
- Johannes Schubert (B)
- Andreas Wank (B)
- Constantin Schmid (C)

#### Grupa 2a
- Kilian Märkl (B)
- Jakob Kosak (C)
- Justin Lisso (C)
- Philipp Raimund (C)
- Luca Roth (C)
- Adrian Sell (C)
- Jonathan Siegel (C)
- Cedrik Weigel (C)
- Lennart Weigel (C)

#### Grupa 2b
- Finn Braun (D/C)
- Nick Dittrich (D/C)
- Leif Fricke (D/C)
- Aeneas Frisch (D/C)
- Erik Fuchs (D/C)
- Luca Geyer (D/C)
- Tom Gerisch (D/C)
- Justus Grundmann (D/C)
- Claudio Haas (D/C)
- Eric Hoyer (D/C)
- Frederick Jaeger (D/C)
- Kevin Kern (D/C)
- Paul Kinder (D/C)
- Quirin Modricker (D/C)
- Philipp Nickel (D/C)
- Emmanuel Schmid (D/C)
- Fabian Schmidt (D/C)
- Simon Spiewok (D/C)
- Simon Steinbeißer (D/C)

#### Skoczkowie objęci pomocą DSV
- Dominik Mayländer (B2)
- Pius Paschke (B2)
- Fabian Seidl (B2)
- Paul Winter (B2)
- Max Schaale (C2)
- Sebastian Rombach (D2)

### Kobiety

#### Grupa 1a
- Katharina Althaus (A)
- Carina Vogt (A)
- Svenja Würth (A)
- Anna Rupprecht (B)

#### Grupa 1b
- Ulrike Gräßler (B)
- Juliane Seyfarth (B)
- Ramona Straub (B)
- Gianina Ernst (C)
- Luisa Görlich (C)
- Pauline Heßler (C)
- Agnes Reisch (C)

#### Grupa 2a
- Sophia Görlich (C)
- Henriette Kraus (C)
- Arantxa Lancho (C)
- Selina Freitag (C)

#### Grupa szkoleniowa 2b
- Anni Bartl (D/C)
- Emily Franke (D/C)
- Maria Gerboth (D/C)
- Leonie Glas (D/C)
- Michelle Goebel (D/C)
- Emilia Görlich (D/C)
- Cindy Haasch (D/C)
- Alina Ihle (D/C)
- Anna Jäkle (D/C)
- Lilly Kübler (D/C)
- Josephin Laue (D/C)
- Sophia Maurus (D/C)
- Sandra Müller (D/C)
- Marie Nähring (D/C)
- Jenny Nowak (D/C)
- Alexandra Seifert (D/C)
- Pauline Stephani (D/C)
- Amelie Thannheimer (D/C)

## Kadra na sezon 2015/2016
Składy reprezentacji Niemiec zostały podzielone na 3 kadry, a także 3 grupy treningowe, zarówno w przypadku kobiet jak i mężczyzn. Trenerem mężczyzn pozostał Werner Schuster.

### Mężczyźni

#### Grupa 1a
- Richard Freitag (kadra A)
- Severin Freund (A)
- Markus Eisenbichler (B)
- Marinus Kraus (A)
- Stephan Leyhe (B)
- Michael Neumayer (B)
- Andreas Wellinger (A)

#### Grupa 1b
- Sebastian Bradatsch (B)
- Karl Geiger (B)
- Dominik Mayländer (B)
- Pius Paschke (B)
- David Siegel (B)
- Andreas Wank (B)
- Daniel Wenig (B)
- Paul Winter (B)

### Kobiety

#### Grupa 1a
- Carina Vogt (A)
- Katharina Althaus (A)

#### Grupa 1b
- Ulrike Gräßler (B)
- Juliane Seyfarth (B)
- Ramona Straub (B)
- Svenja Würth (B)
- Gianina Ernst (C)
- Pauline Heßler (C)
- Anna Rupprecht (C)

#### Grupa 2a
- Luisa Görlich (C)
- Sophia Görlich (C)
- Henrietta Kraus (C)
- Arantxa Lancho (C)
- Agnes Reisch (C)

## Kadra na sezon 2014/2015
W porównaniu do poprzedniego sezonu w układzie kadr nie zaszły znaczące zmiany. Trenerem mężczyzn pozostał Werner Schuster, a mężczyźni oraz kobiety zostały podzielone na 4 kadry i 4 grupy treningowe.

### Mężczyźni

#### Grupa 1a
- Severin Freund (kadra A)
- Marinus Kraus (A)
- Andreas Wank (A)
- Andreas Wellinger (A)
- Markus Eisenbichler (B)
- Richard Freitag (B)
- Karl Geiger (B)
- Michael Neumayer (B)

#### Grupa 1b
- Michael Dreher (B)
- Stephan Leyhe (B)
- Jan Mayländer (B)
- Pius Paschke (B)
- Danny Queck (B)
- Daniel Wenig (B)
- Dominik Mayländer (C)

#### Grupa 2a
- Sebastian Bradatsch (C)
- Tim Fuchs (C)
- Martin Hamann (C)
- Petrick Hammann (C)
- Tim Heinrich (C)
- David Siegel (C)
- Franz Weiß (C)
- Paul Winter (C)

#### Grupa 2b
18 młodych zawodników należących do kadry D/C.

#### Wsparcie kadry
- Michael Herrmann (B2)
- Sepp Lechner (B2)
- Florian Menz (B2)
- Lukas Wagner (B2)

### Kobiety

#### Grupa 1a
- Carina Vogt (A)
- Ulrike Gräßler (A)
- Ramona Straub (B)
- Svenja Würth (B)
- Katharina Althaus (C)
- Gianina Ernst (C)
- Pauline Heßler (C)

#### Grupa 1b
- Anna Häfele (B)
- Anna Rupprecht (C)

#### Grupa 2a
5 zawodniczek z kadry C.

#### Grupa 2b
2 zawodniczki z kadry D/C.

## Kadra na sezon 2013/2014
Trenerem kadry mężczyzn pozostał Werner Schuster. Zarówno mężczyzn, jak i kobiety podzielono na 4 kadry (A, B, C, D) i 4 grupy treningowe (1a, 1b, 2a, 2b).

### Mężczyźni

#### Grupa 1a
- Richard Freitag (kadra A)
- Severin Freund (A)
- Michael Neumayer (A)
- Andreas Wank (A)
- Karl Geiger (B)
- Danny Queck (B)
- Andreas Wellinger (C)

Wsparcie:
- Maximilian Mechler (B)
- Martin Schmitt (B)

#### Grupa 1b
- Christian Heim (B)
- Marinus Kraus (B)
- Stephan Leyhe (B)
- Jan Mayländer (B)
- Pius Paschke (B)
- Daniel Wenig (B)
- Dominik Mayländer (C)

Wsparcie:
- Markus Eisenbichler (B)
- Felix Schoft (B)

#### Grupa 2a
- Sebastian Bradatsch (C)
- Thomas Dufter (C)
- Michael Herrmann (C)
- Sepp Lechner (C)
- Tobias Löffler (C)
- Florian Menz (C)
- Franz Weiß (C)

#### Grupa 2b
21 młodych zawodników należących do kadry D/C.

#### Wsparcie kadry
- Pascal Bodmer (B2)
- Michael Dreher (B2)

### Kobiety

#### Grupa 1a
- Ulrike Gräßler (A)
- Carina Vogt (A)
- Svenja Würth (B)
- Katharina Althaus (C)
- Pauline Heßler (C)

#### Grupa 1b
- Melanie Faißt (B)
- Anna Häfele (B)
- Juliane Seyfarth (B)
- Ramona Straub (B)

#### Grupa 2a
- Gianina Ernst (C)
- Luisa Görlich (C)
- Henriette Kraus (C)
- Anna Rupprecht (C)
- Veronika Zobel (C)

#### Grupa 2b
3 zawodniczki z kadry D/C.

## Kadra na sezon 2012/2013
Trenerem kadry narodowej od 2008 roku jest Austriak Werner Schuster. Podobnie, jak w poprzednim sezonie, reprezentacja została podzielona na kadry (A, B, C) oraz grupy szkoleniowe (1a, 1b, 2a).

### Grupa 1a
- trener główny: Werner Schuster
- skoczkowie:
  - Pascal Bodmer
  - Richard Freitag
  - Severin Freund
  - Stephan Hocke
  - Maximilian Mechler
  - Michael Neumayer
  - Martin Schmitt
  - Andreas Wank

### Grupa 1b
- trener: Ronny Hornschuh
- skoczkowie:
  - Markus Eisenbichler
  - Marinus Kraus
  - Stephan Leyhe
  - Jan Mayländer
  - Pius Paschke
  - Danny Queck
  - Felix Schoft
  - Daniel Wenig
  - David Winkler

### Grupa 2a
- trener: Bernhard Metzler
- skoczkowie:
  - Sebastian Bradatsch
  - Michael Dreher
  - Karl Geiger
  - Tobias Löffler
  - Tobias Lugert
  - Dominik Mayländer
  - Florian Menz
  - Franz Röder
  - Niklas Wangler
  - Andreas Wellinger

W kadrze A znaleźli się Richard Freitag, Severin Freund, Andreas Wank i Maximilian Mechler. Pozostali zawodnicy grupy szkoleniowej 1a oraz cała grupa 1b utworzyli kadrę B, zaś grupa 2a jest tożsama z kadrą C.

## Kadra na sezon 2011/2012
Trenerem kadry narodowej od 2008 roku jest Austriak Werner Schuster. Reprezentacja podzielona została na kadry (A, B, C, D) i grupy szkoleniowe (1a, 1b, 2a, 2b, grupy wsparcia).

### Grupa 1a
- trener główny: Werner Schuster
- skoczkowie:[16]
  - Pascal Bodmer (kadra B)
  - Richard Freitag (B)
  - Severin Freund (A)
  - Michael Neumayer (A)
  - Martin Schmitt (A)
  - Felix Schoft (B)

### Grupa 1b
- skoczkowie:[16]
  - Felix Brodauf (B)
  - Markus Eisenbichler (B)
  - Stephan Hocke (B)
  - Florian Horst (B)
  - Marinus Kraus (B)
  - Maximilian Mechler (B)
  - Danny Queck (B)
  - Andreas Wank (B)
  - Daniel Wenig (B)
  - David Winkler (B)

### Grupa wsparcia kadry B
- Tobias Bogner (B2)
- Kevin Horlacher (B2)
- Julian Musiol (B2)

Poza wyżej wymienionymi w niemieckiej kadrze znalazła się również grupa młodych zawodników – członków grup szkoleniowych 2a i 2b (kadry C i D). Spośród członków grupy szkoleniowej 1a z sezonu 2010/2011 poza kadrą znaleźli się Michael Uhrmann, który zakończył karierę, oraz Georg Späth.

## Kadra na sezon 2010/2011
Trenerem kadry narodowej od 2008 roku jest Austriak Werner Schuster. Od 2010 roku stanowisko drugiego trenera zajmuje Marc Nölke, natomiast lekarzem współpracującym z kadrą jest Harald Pernitsch.

### Grupa 1a
- trener główny: Werner Schuster
- drugi trener: Marc Nölke
- skoczkowie:[18]
  - Pascal Bodmer
  - Severin Freund
  - Michael Neumayer
  - Martin Schmitt
  - Georg Späth
  - Michael Uhrmann
  - Andreas Wank

### Grupa 1b
- skoczkowie:[18]
  - Tobias Bogner
  - Felix Brodauf
  - Richard Freitag
  - Kevin Horlacher
  - Florian Horst
  - Maximilian Mechler
  - Julian Musiol
  - Danny Queck
  - Jörg Ritzerfeld
  - Felix Schoft
  - Erik Simon
  - Christian Ulmer

## Trenerzy
- Josef Bradl (1958–1960)
- Ewald Roscher (1960–1968)
- Alois Gorjanc (1968–1975)
- Günther Göllner (1975–1977)
- Helmut Kurz (1977–1980)
- Ewald Roscher (1980–1988)
- Rudi Tusch (1988–1993)
- Reinhard Heß (1993–2003)
- Wolfgang Steiert (2003–2004)
- Peter Rohwein (2004–2008)
- Werner Schuster (2008–2019)
- Stefan Horngacher (od 2019)

## Dawni skoczkowie
- Roland Audenrieth
- Andreas Bauer
- Arthur Bodenmüller
- Max Bolkart
- Kai Bracht
- Christof Duffner
- Dirk Else
- Leif Frey
- Ralf Gebstedt (także w reprezentacji NRD)
- Sven Hannawald
- Wolfgang Hartmann
- Alexander Herr
- Stephan Hocke
- André Kiesewetter (także w reprezentacji NRD)
- Thomas Klauser
- Steffen Kuder
- Frank Löffler
- Michael Möllinger
- Sigmund Papst
- Stefan Pieper
- Nikos Polichronidis (po zmianie obywatelstwa na greckie)
- Peter Rohwein
- Wolfgang Steiert
- Dieter Thoma
- Jens Weißflog (także w reprezentacji NRD)
- Mathias Witter
- Michael Uhrmann